# 林建超
林建超（1952年—），祖籍陕西大荔，出生于湖北汉口，原中国人民解放军总参谋部办公厅主任，少将军衔。曾任中国围棋协会主席。

## 生平
林建超出生于一个军人家庭，在北京长大，早年就读于北京十一学校。他于15岁时参军入伍，18岁加入中国共产党。1979年，他曾参加中越战争。1984年，调入中国人民解放军总参谋部工作。1994年出任总参谋部政治部宣传部部长，1998年任总参谋部政治部副主任。2000年，晋升中国人民解放军少将军衔。2001年至2011年间，担任总参谋部办公厅主任。此外，他还是中国人民解放军国防大学特聘教授、军队战略规划咨询委员会委员、中共十七大代表。
林建超还长期研究围棋文化，曾主编《围棋与国家》系列丛书。他先后担任过中国围棋协会第七至九届副主席，2017年接替王汝南出任中国围棋协会主席。2023年7月卸任，由常昊接任。